# Гранароло (Равена)
Гранароло (итал. Granarolo) је насеље у Италији у округу Равена, региону Емилија-Ромања.
Према процени из 2011. у насељу је живело 1249 становника. Насеље се налази на надморској висини од 18 м.